# Offida (Wein)

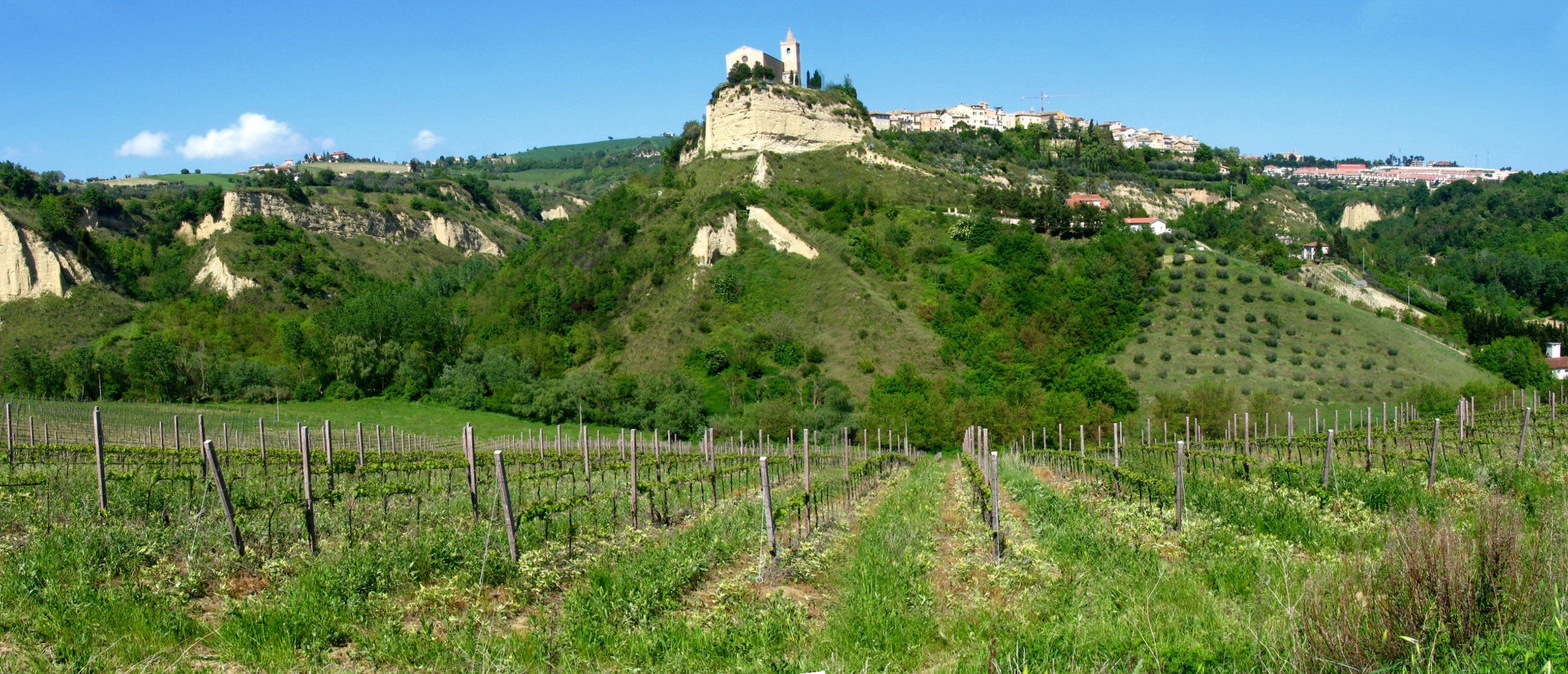
Rebflächen in Offida

DOCG Offida ist ein Weinbaugebiet für Rot- und Weißweine in der Region Marken (italienisch Marche) an der Ostküste Mittelitaliens, benannt nach der Stadt Offida in der Provinz Ascoli Piceno.

## Geschichte
Im Mai 2001 wurde zunächst die „kontrollierte Herkunftsbezeichnung“ (Denominazione di origine controllata – DOC) deklariert, die im Juni 2011 dann zur DOCG Offida heraufgestuft wurde.

## Anbau
Das Gebiet der DOCG Offida liegt im südlichen Teil der Region Marken in den Provinzen Ascoli Piceno und Fermo und umfasst einen Bereich von der Küstenzone bis ins mittlere Bergland. Die Weinberge liegen zwischen 50 und 650 Meter über dem Meer.
Im Jahr 2017 wurden 22.319 Hektoliter DOCG-Wein erzeugt.
Weine mit der Bezeichnung DOCG Offida dürfen in folgenden Gemeinden und Ortsteilen erzeugt werden:

### Weißwein
Gemeinden: Acquaviva Picena, Appignano del Tronto, Castel di Lama, Castignano, Castorano, Cossignano, Montefiore dell’Aso, Offida, Ripatransone
Ortsteile: Ascoli Piceno, Campofilone, Carassai, Colli del Tronto, Cupra Marittima, Grottammare, Massignano, Monsampolo del Tronto, Montalto delle Marche, Montedinove, Monteprandone, Pedaso, Petritoli, Rotella, San Benedetto del Tronto, Spinetoli

### Rotwein
Gemeinden: Acquaviva Picena, Appignano del Tronto, Castel di Lama, Castorano, Cossignano, Offida, Ripatransone
Ortsteile: Ascoli Piceno, Carassai, Castignano, Colli del Tronto, Grottammare, Massignano, Monsampolo del Tronto, Montalto delle Marche, Montefiore dell’Aso, Monteprandone, San Benedetto del Tronto, Spinetoli

## Klima
Die DOCG Offida hat mediterranes Klima mit heißen, trockenen Sommern und relativ kalten und ziemlich regnerischen Wintern. Die durchschnittlichen Temperaturen im Sommer liegen zwischen 21 und 23 °C, im Winter zwischen 6 und 7 °C. Die durchschnittliche jährliche Niederschlagsmenge beträgt zwischen 650 und 850 mm, mit einem Minimum im Sommer (Juli) und einem Maximum im Herbst/Winter (Oktober–Dezember). Die jährliche Niederschlagsmenge verteilt sich auf etwa 80 bis 90 Regentagen. Schneefälle sind relativ selten und meist gering.

## Erzeugung
Folgende Weintypen sind definiert:
- Offida Pecorino
- Offida Passerina

Vorgeschrieben ist die Verwendung von mindestens 85 % der jeweiligen Rebsorte. Bis maximal 15 % dürfen andere, nicht aromatische, weiße Rebsorten, die in der Region Marken genehmigt oder empfohlen wurden, zugefügt werden.
Der Verkauf dieser weißen Weine darf erst ab dem 1. März des Jahres nach der Ernte erfolgen.
- Offida rosso

Vorgeschrieben ist die Verwendung von mindestens 85 % der Rebsorte Montepulciano. Bis maximal 15 % dürfen andere, nicht aromatische, rote Rebsorten, die in der Region Marken genehmigt oder empfohlen wurden, zugefügt werden.
Weine mit der Bezeichnung "Offida rosso" dürfen erst nach einer Reifezeit von insgesamt 24 Monaten, davon 12 Monate Ausbau in Holz, sowie einer Reifung von 3 Monaten in der Flasche, beginnend am 1. November des Jahres der Ernte verkauft werden.

## Beschreibung
Laut Denomination (Auszug):
In den entsprechenden Vorschriften werden verschiedene Merkmale für den Wein wie Farbe, Geruch, Geschmack, Säure- und Mindestalkoholgehalt vorgegeben.
Für den Mindestalkoholgehalt sind folgende Werte vorgeschrieben:
- Offida Passerina: 11,50 % Vol.
- Offida Pecorino: 12,00 % Vol.
- Offida rosso: 13,00 % Vol.